# Opening Night (EP)
Opening Night é um extended play que contém canções apresentadas no episódio "Opening Night" da quinta temporada da série Glee. O EP foi lançado nos Estados Unidos em formato de download digital no dia 22 de abril de 2014.

## Faixas
| N.º | Título                  | Cantada por                            | Duração |  |
| 1.  | "Lovefool"              | Lea Michele                            | 3:14    |  |
| 2.  | "NYC"                   | Matthew Morrison & Jane Lynch          | 3:14    |  |
| 3.  | "I'm the Greatest Star" | Lea Michele                            | 4:06    |  |
| 4.  | "Who Are You Now"       | Lea Michele & Jane Lynch               | 2:50    |  |
| 5.  | "Pumpin Blood"          | Lea Michele, Amber Riley & Naya Rivera | 3:30    |  |